# Haapaniemi (Jyväskylä)
Pour les articles homonymes, voir Haapaniemi.
Haapaniemi est un quartier de Jyväskylä en Finlande.

## Description
Jusqu'en 2008, Haapaniemi faisait partie de la municipalité rurale de Jyväskylä.
De nos jours, il fait partie du district de Vaajakoski-Jyskä.

## Lieux et monuments

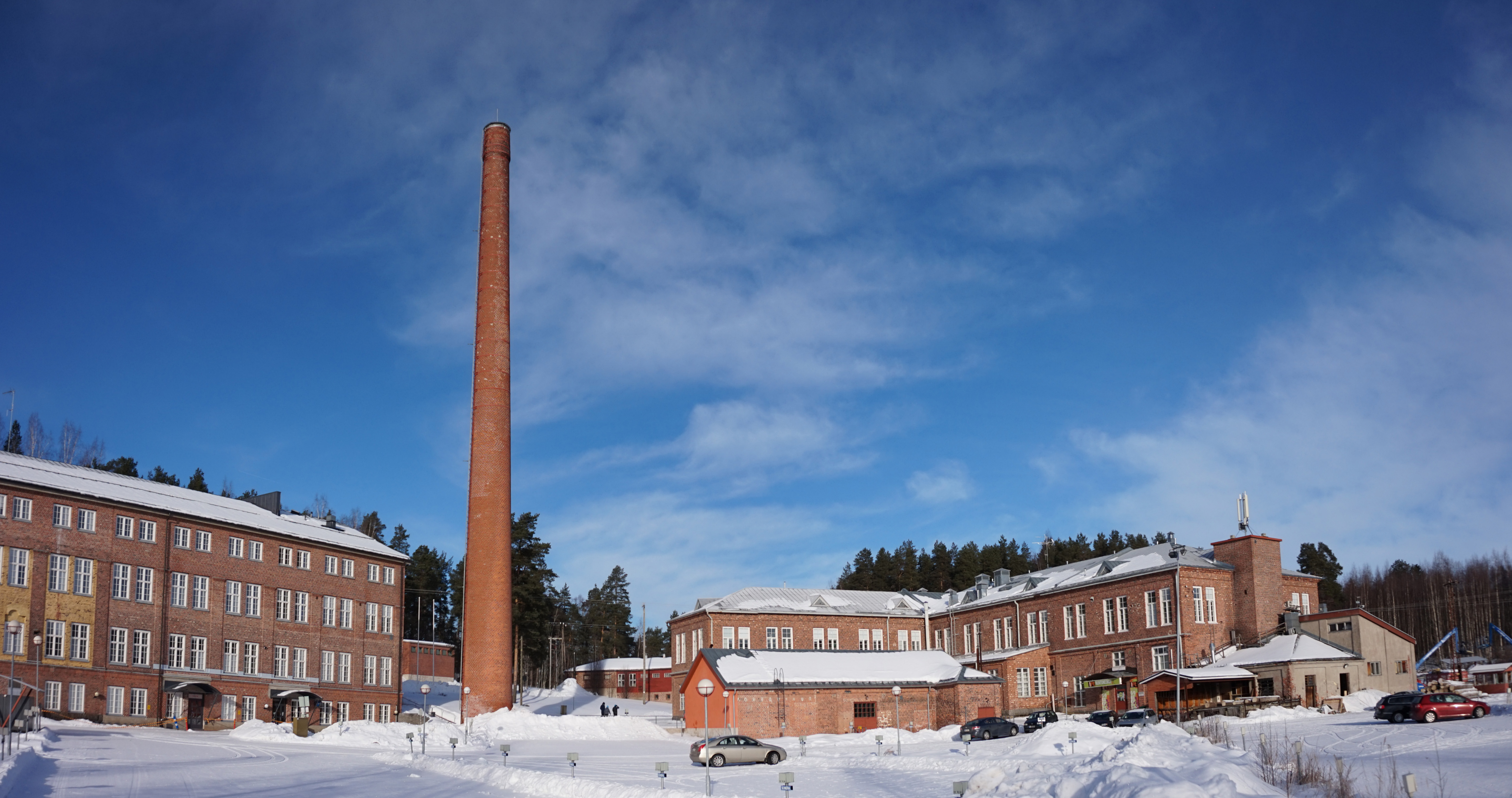
Ancienne usine sur l'ile de Varassaari.
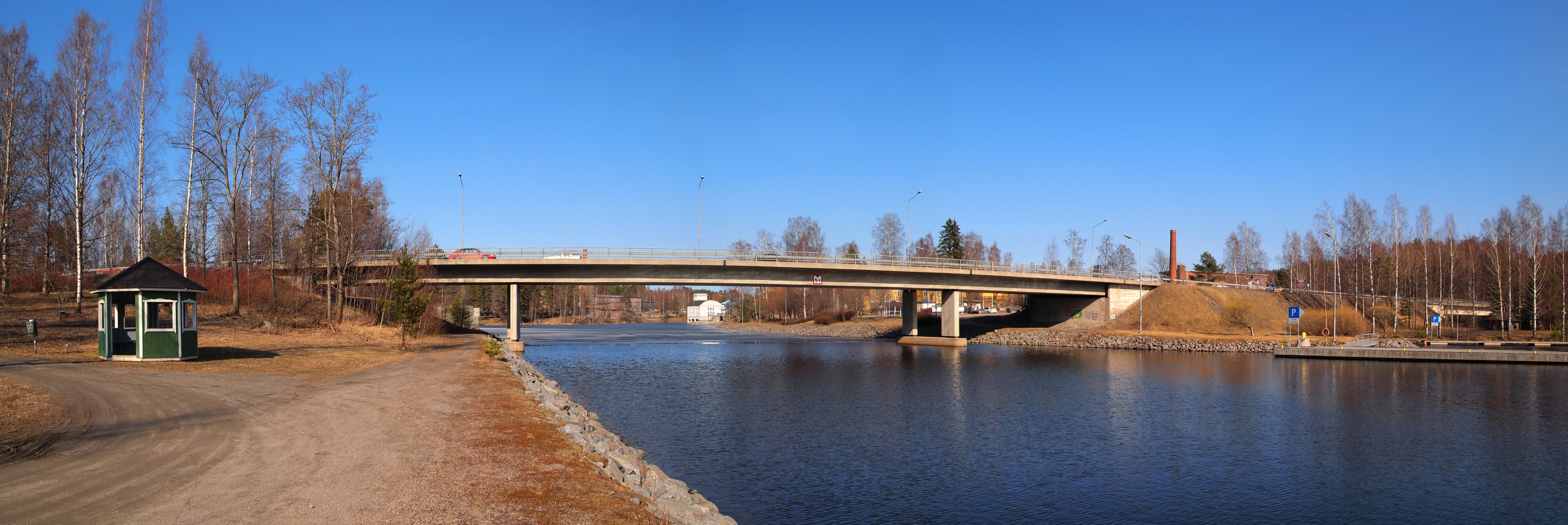
Pont sur la Vaajavirta.